# Championnats du monde de crosse au champ
Cet article traite des Championnats du monde de crosse au champ. Pour le crosse en salle, voir Championnats du monde de crosse en salle.
Les Championnats du monde de crosse au champ sont une compétition internationale de crosse au champ (« field lacrosse ») qui se déroule ordinairement tous les quatre ans. Cette compétition, créée en 1967 au Canada, est ouverte à toutes les fédérations reconnues par la Federation of International Lacrosse (FIL), nommé anciennement l'International Lacrosse Federation. La première édition se déroule la même année au Canada, dont l'équipe américaine sort vainqueur. Sur les quatorze éditions disputées, seules deux sélections se sont emparées du titre, d'une part les États-Unis avec ses onze titres, d'une autre part le Canada avec ses trois titres.
Le pays organisateur du Championnat du monde est désigné par la FIL. Toutes les nations peuvent postuler pour l'accueillir, et sont jugées sur leur capacité à organiser une telle célébration.

## Historique

### Premier Championnat du monde (1967)
Pour la première édition de Championnat du monde, la compétition se déroule à Toronto au Canada en 1967 pour fêter le centenaire de ce sport. Seulement quatre équipes nationales se rencontrent à cette occasion. Seul l'Angleterre et l'Australie traversent l'océan Atlantique pour disputer la compétition, les deux autres pays sont américains : les États-Unis, composé uniquement de joueurs de l'équipe Mount Washington Lacrosse Club (en)  et le Canada. Malgré un avantage conséquent de jouer à domicile, l'hôte de la compétition ne parvient pas à se hisser en finale et ce sont les États-Unis qui s'imposent largement face aux australiens 25-11.

### Seuls pendant 12 ans (1974-1978-1982-1986)

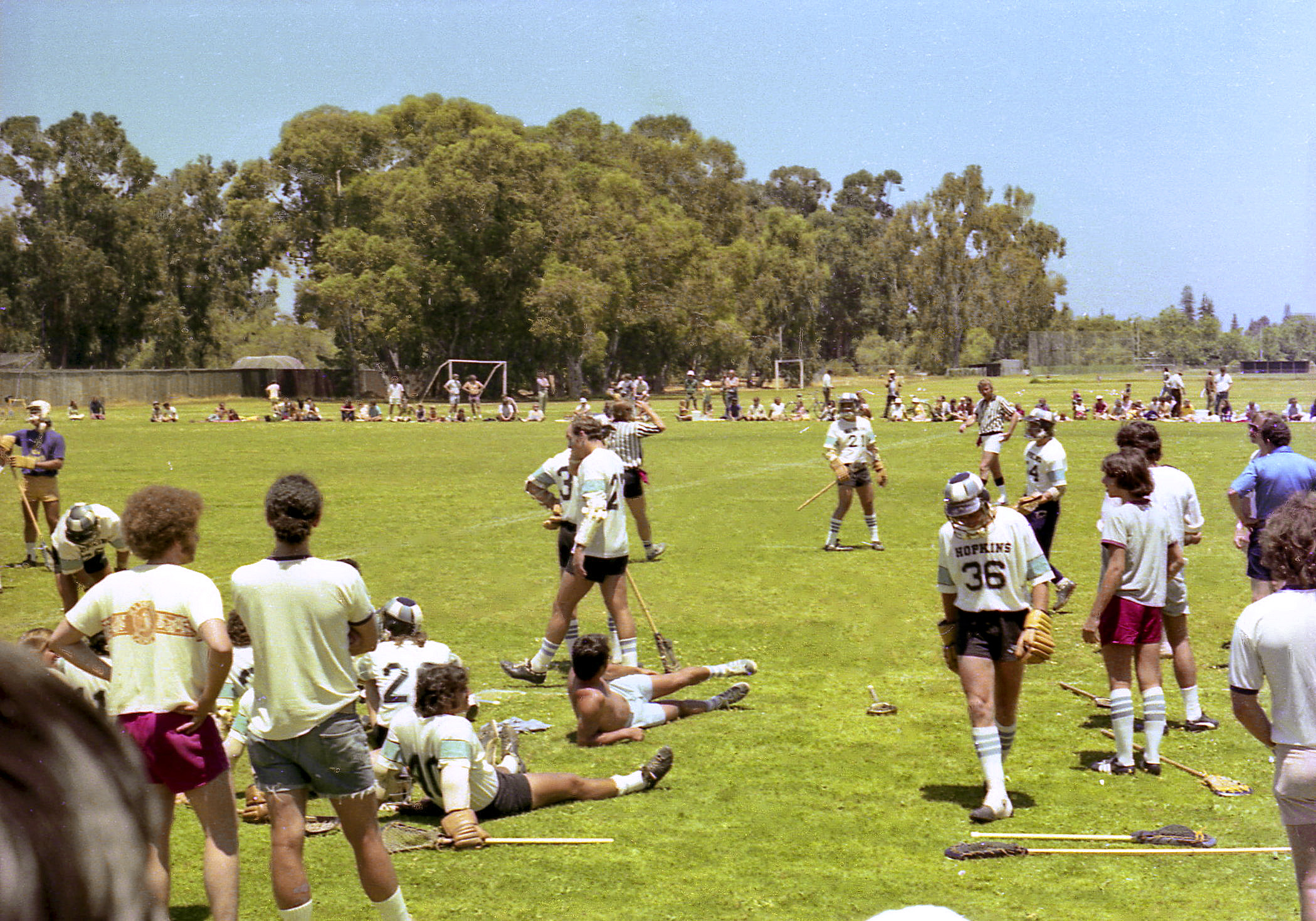
L'équipe américaine des Johns Hopkins Blue Jays en Caroline du Nord avant de décoller pour Melbourne en 1974

La seconde édition est mise en place en 1974 Melbourne en Australie pour célébrer le centenaire de ce sport en Australie. L’événement voit s'affronter de nouveau les quatre équipes de la première édition. Les États-Unis représenté par l'équipe universitaire des Johns Hopkins Blue Jays (en) remporte une nouvelle fois la compétition après une finale remportée face à une équipe mixte des joueurs anglais, australiens et canadiens. C'est d'ailleurs lors de cette deuxième édition que fut décidé que le Championnat du monde se déroulera dès à présent tous les quatre ans. 
Le Championnat du monde 1978 est accueilli pour la première fois à Stockport en Angleterre avec comme à son habitude les 4 équipes des deux éditions précédentes. Les États-Unis et le Canada s'imposent chacun lors de leur premier match de poule respectivement conte l'Australie (22-17) et l'Angleterre (21-15). Lors de la seconde journée les États-Unis anéantissent l'équipe canadienne 28-4, alors que dans le même temps l'Australie se défait de l'Angleterre (16-10). La 3e et dernière journée débute mal pour le Canada face à l'équipe anglaise qui mène au score très tôt dans la partie (4-3), cependant le réveil canadien ne se fait pas attendre, pour s'imposer difficilement 16-13. Les Américains quant à eux battent sur le fil les Anglais (12-11). Malgré le souvenir de l'énorme défaite concédée deux jours auparavant, le Canada vire en tête lors de leur première finale face au champion en titre, les américains accusant un retard de quatre buts (8-4). Ces derniers arrivent à égaliser, passant même en tête à la fin de match, mais l'attaquant canadien Stan Cockerton égalise dans les dernières secondes de la partie pour recoller au score (16-16). À la fin de la seconde période des prolongations, ce dernier scèle le score de son équipe en inscrivant le but victorieux (17-16). Il permet au Canada de remporter pour la première fois de son histoire le Championnat du monde.

### Ultra domination des États-Unis (1982-2002)
Le Championnat du monde 1982 se déroule pour la première fois à Baltimore aux États-Unis. Finaliste malheureux lors de l'édition précédente face au Canada, les américains, jouant à domicile arrivent jusqu'en finale. Il remporte leur troisième titre face à des australiens présents pour une deuxième finale 22-14. L'édition de 1986, se déroule une nouvelle fois à Toronto au Canada. Les canadiens arrivent cette fois-ci à se qualifier aux dépens des australiens, mais une fois de plus devant leurs supporters les locaux n'arrivent pas à s'imposer, laissant un cinquième trophée dans les mains des États-Unis. Dès le Championnat du monde de 1990 à Perth en Australie, une seule nouvelle sélection, les Iroquois fait son apparition dans la compétition réunissant jusqu'alors quatre équipes nationales. L'équipe d'Iroquois de crosse admise la même année au sein de la Federation of International Lacrosse termine à la dernière place de la compétition. Les Australiens terminent troisième de la compétition, laissant encore une fois de plus les États-Unis dominer pour la deuxième fois d'affilée le Canada, adversaire de toujours. La Coupe du monde de 1994 est la deuxième à se disputer en Angleterre, seize ans après celle de 1978. Comme à son habitude l'équipe anglaise termine à la quatrième place du tournoi devant les Iroquois et le Japon, sixième et dernière sélection à venir disputer le trophée. L'Australie manque une fois de plus une troisième finale face à des américains inarrêtables et doivent s'incliner lourdement (21-7).
La huitième édition qui se déroule une seconde fois à Baltimore en 1998, voit 5 nations européennes rejoindre la compétition divisée en deux divisions. La première division composée des cinq plus grosses équipes se voit automatiquement disputée le titre de Champion du monde. Le Japon, l'Allemagne, l'Écosse, la Suède et le Pays de Galles se disputent le reste du classement. Les États-Unis défendent avec succès leur titre face au Canada et gagnent ainsi durement un cinquième trophée d'affilée 15-14. En effet, les canadiens accusèrent un retard de 10 buts lors du troisième quart-temps mais poussèrent les États-Unis dans les prolongations grâce à 3 buts inscrits à la fin du quatrième et dernier quart-temps. Cette finale est largement considérée comme la partie la plus excitante de l'histoire de la crosse. 
Après la victoire des  États-Unis à domicile quatre années auparavant, le neuvième Championnat du monde de la FIL a lieu une seconde fois à Perth, en 2002. Hong Kong, l'Irlande, la Nouvelle-Zélande et la Corée du Sud honorent leur première participation dans cette compétition portant à 15 le nombre de sélections nationales. Le Championnat est partagé en trois divisions, la première division composée des cinq plus grosses équipes, les trois meilleurs se voyant automatiquement disputée le titre de Champion du monde. La seconde division se disputent le classement, quant à la troisième division, les nations se rencontrent uniquement en phase de poule pour compléter le tableau final. La finale, voit s'affronter de nouveau les États-Unis et le Canada pour un remake de 1998. Après une domination des américains lors du premier quart-temps (6-2), le Canada recolle au score pour prendre l'avantage en fin de second quart-temps (9-7). Le retour des États-Unis ne se fait pas attendre après la mi-temps, reprenant le jeu à son compte pour mener 13-10 et s'imposer finalement avec trois longueurs d'avance en fin de match et remporter son 8e trophée (18-15). 

### Alternance Canada-États-Unis (2006-2014)

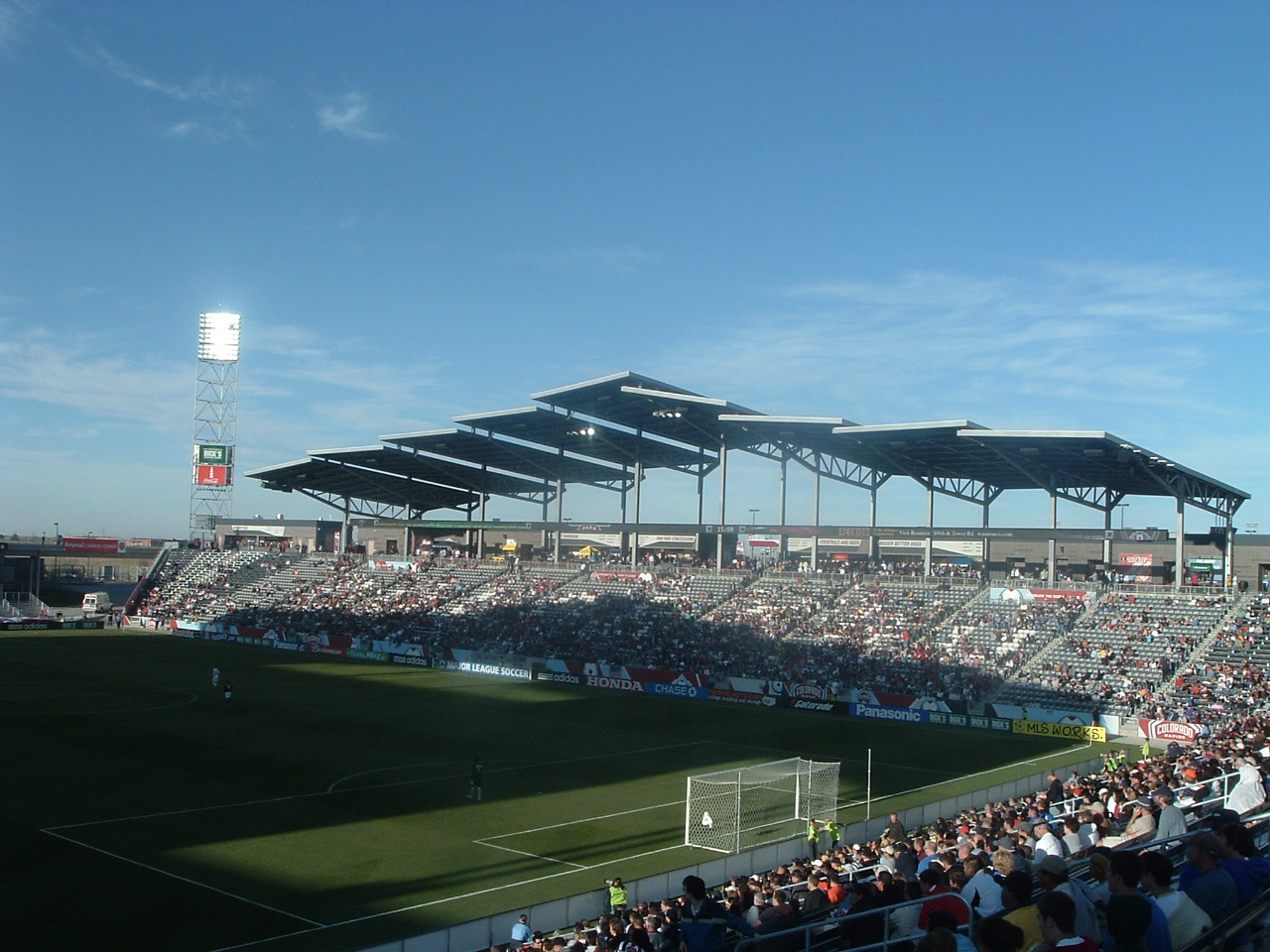
Le site de Dick's Sporting Goods Park lors de l'édition 2014.

La dixième édition se déroule à London au Canada. L'équipe des États-Unis arrive une nouvelle fois favorite, ayant raflé pendant 20 ans l'ensemble des dernières éditions, laissant très peu de chance notamment au Canada et l'Australie qui semblent être les seules deux équipes à pouvoir contester la couronne. L'évènement attire encore 6 nations supplémentaires par rapport à 2002 avec une équipe nord américaine, les Bermudes, et cinq équipes européennes, à savoir le Danemark, l'Espagne, la Finlande, l'Italie, et la Lettonie, portant le total à 21 sélections. Le Championnat compte quatre divisions, la première division composée des six équipes majeures (le Japon en plus). Après avoir disputé et remporté les quarts et demi-finales en phase de play-off, les États-Unis et le Canada se retrouvent pour une troisième finale de rang. Finalement, l'équipe canadienne, grâce principalement à son meneur et spécialiste des confrontations Geoff Snider, réussit à remporter son second titre (15-10) après celui de 1978, signant du coup l'arrêt des États-Unis qui restent sur six succès d'affilée.
Le 11e Championnat du monde prend place une nouvelle fois à Manchester, avec 8 équipes de plus qu'en 2006, dont 2 équipes sud-américaines représentées par l'Argentine et le Mexique, le reste étant des équipes d'Europe comme la France, la Norvège, la Pologne, la Slovaquie et la Suisse. L'évènement compte 7 divisions, la première division est constituée comme d'habitude des six équipes majeures de la discipline, les Allemands remplaçant les Iroquois. En effet, ces derniers se voient refuser par le gouvernement britannique, qui ne reconnaît pas la validité du passeport iroquois, de peur notamment que l'équipe ne puisse rentrer aux États-Unis. Les 2 nations majeures que sont le Canada et les États-Unis, se retrouvent de nouveau face à face après s'être défait respectivement de l'Australie (15-6) et du Japon (20-5) qui termine pour la première fois au pied du podium. Les Canadiens n'arrivent pas à conserver leur titre en finale en concédant la victoire face aux États-Unis 12-10.
Le Championnat du monde de 2014, se déroule pour la première fois à Commerce City une banlieue de la ville de Denver après deux éditions américaines à Baltimore. La compétition enregistre un succès important, près de 10 équipes supplémentaires prennent part à la compétition : deux nations d'Amérique du Sud avec la Colombie et le Costa Rica, quatre nations asiatiques avec la Chine, la  Russie, la Thaïlande et la Turquie, deux sélections africaines avec Israël et l'Ouganda et une seule sélection européenne avec la Belgique. Les 38 équipes sont réparties dans 9 divisions dont la première se dispute naturellement le titre. Devant son public, les États-Unis souhaitent remporter le titre afin de garder leur invincibilité sur leur sol ainsi que de préserver le titre glané 4 ans auparavant. Le 10e titre leur échappe finalement lors de l'ultime match, défait par les Canadiens et l'attaquant des Bayhawks de Chesapeake, Kevin Crowley, sur le score de 8-5 . La sélection canadienne glane pour la troisième fois le titre de Champion, mais aussi un premier titre sur le sol américain depuis la création de la compétition. La compétition voit aussi la sélection iroquoise monter pour la première sur le podium grâce à sa victoire obtenue face aux Australiens, qui pour cette dernière se voit éjecter des trois premières places depuis la première édition.

## Palmarès
| Année | No  | Vainqueur  | Score          | Finaliste  | 3e place  | 4e place   | Ville hôte |
| ----- | --- | ---------- | -------------- | ---------- | --------- | ---------- | ---------- |
| 1967  | 1er | États-Unis | 25-11          | Australie  | Canada    | Angleterre | Toronto    |
| 1974  | 2e  | États-Unis | 20 - 14        | Angleterre | Canada    | Australie  | Melbourne  |
| 1978  | 3e  | Canada     | 17 - 16 (a.p.) | États-Unis | Australie | Angleterre | Stockport  |
| 1982  | 4e  | États-Unis | 22 - 14        | Australie  | Canada    | Angleterre | Baltimore  |
| 1986  | 5e  | États-Unis | 18 - 9         | Canada     | Australie | Angleterre | Toronto    |
| 1990  | 6e  | États-Unis | 19 - 15        | Canada     | Australie | Angleterre | Perth      |
| 1994  | 7e  | États-Unis | 21 - 7         | Australie  | Canada    | Angleterre | Manchester |
| 1998  | 8e  | États-Unis | 15 - 14 (a.p.) | Canada     | Australie | Iroquois   | Baltimore  |
| 2002  | 9e  | États-Unis | 18 - 15        | Canada     | Australie | Iroquois   | Perth      |
| 2006  | 10e | Canada     | 15 - 10        | États-Unis | Australie | Iroquois   | London     |
| 2010  | 11e | États-Unis | 12 - 10        | Canada     | Australie | Japon      | Manchester |
| 2014  | 12e | Canada     | 8 - 5          | États-Unis | Iroquois  | Australie  | Denver     |
| 2018  | 13e | États-Unis | 9 - 8          | Canada     | Iroquois  | Australie  | Netanya    |
| 2023  | 14e | États-Unis | 10 - 7         | Canada     | Iroquois  | Australie  | San Diego  |

## Bilan par nation
| Rang | Pays       | Or | Argent | Bronze | Total |
| ---- | ---------- | -- | ------ | ------ | ----- |
| 1    | États-Unis | 11 | 3      | 0      | 14    |
| 2    | Canada     | 3  | 7      | 4      | 14    |
| 3    | Australie  | 0  | 3      | 7      | 10    |
| 4    | Angleterre | 0  | 1      | 0      | 1     |
| 5    | Iroquois   | 0  | 0      | 3      | 3     |